# St. Edward (Nebraska)
St. Edward es una ciudad ubicada en el condado de Boone en el estado estadounidense de Nebraska. En el Censo de 2010 tenía una población de 705 habitantes y una densidad poblacional de 413,68 personas por km².

## Geografía
St. Edward se encuentra ubicada en las coordenadas 41°34′17″N 97°51′40″O / 41.57139, -97.86111. Según la Oficina del Censo de los Estados Unidos, St. Edward tiene una superficie total de 1.7 km², de la cual 1.7 km² corresponden a tierra firme y (0%) 0 km² es agua.

## Demografía
Según el censo de 2010, había 705 personas residiendo en St. Edward. La densidad de población era de 413,68 hab./km². De los 705 habitantes, St. Edward estaba compuesto por el 97.59% blancos, el 1.42% eran afroamericanos, el 0% eran amerindios, el 0.14% eran asiáticos, el 0% eran isleños del Pacífico, el 0.57% eran de otras razas y el 0.28% pertenecían a dos o más razas. Del total de la población el 1.42% eran hispanos o latinos de cualquier raza.